# Шпундра
Шпу́ндра (шпундри́) — давня українська народна страва, смажена з цибулею свинина (підчеревина чи грудина), тушкована із буряками в буряковому квасі. Шпундра дуже нагадує верещаку, але, на відміну від неї, шпундру заправляли не сухарями, а борошном або запареним тертим пшоном.
Згадки про цю страву можна знайти ще на сторінках «Енеїди» Івана Котляревського, написаної наприкінці XVIII століття: «Був борщ до шпундрів з буряками».
У 2017 році під час мистецького  фестивалю «Співоче поле. Тернопіль» тернопільський ресторатор Ігор Парій з помічниками зварив 248 літрів української автентичної страви. Такий об’єм шпундри, як найбільший, зафіксували в Національному реєстрі рекордів України.
У 2021 році шпундра увійшла до складу оновленого шкільного меню для шкільних їдалень в Україні.

## Галерея

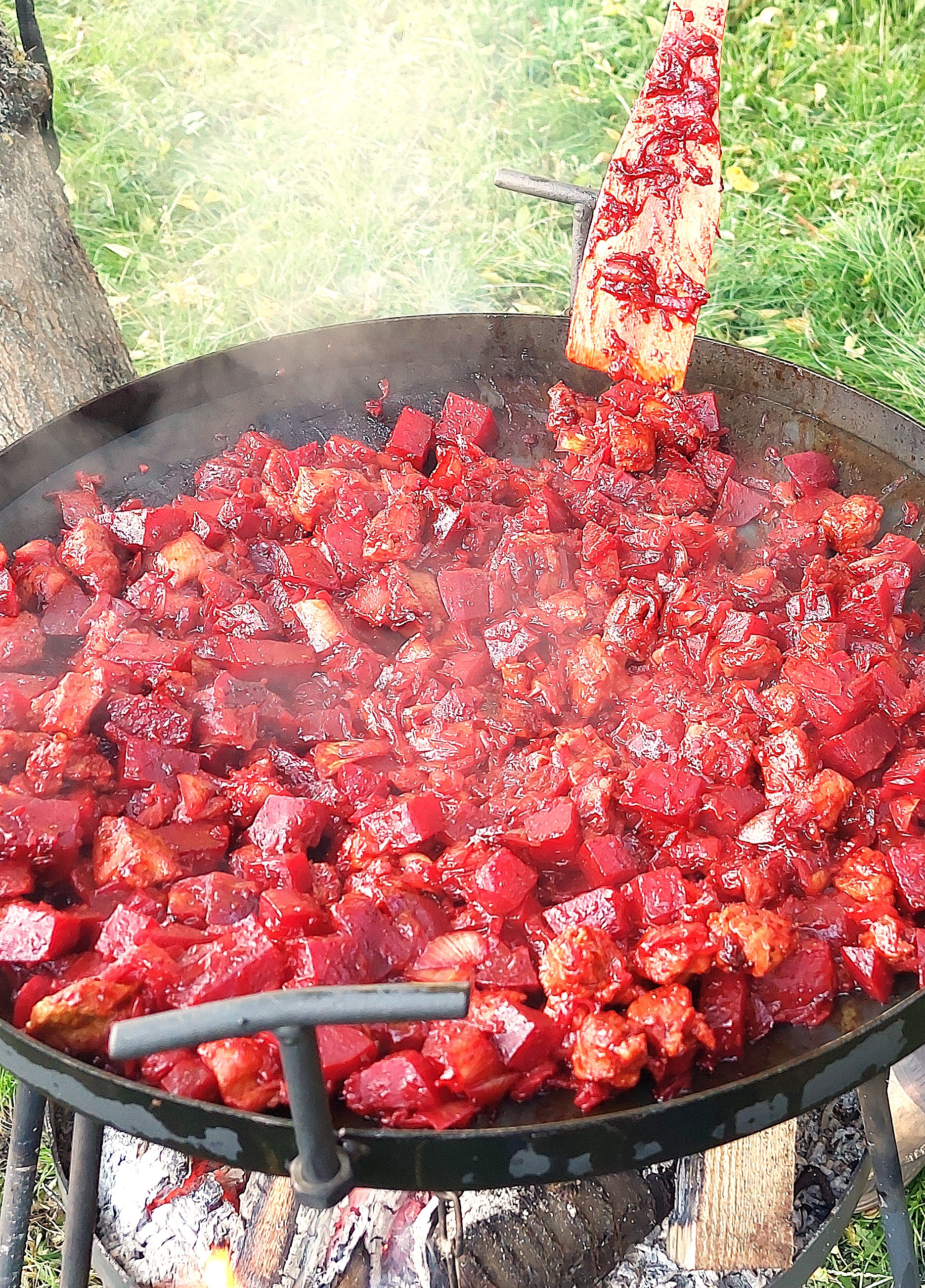
Приготування шпундри у бороні
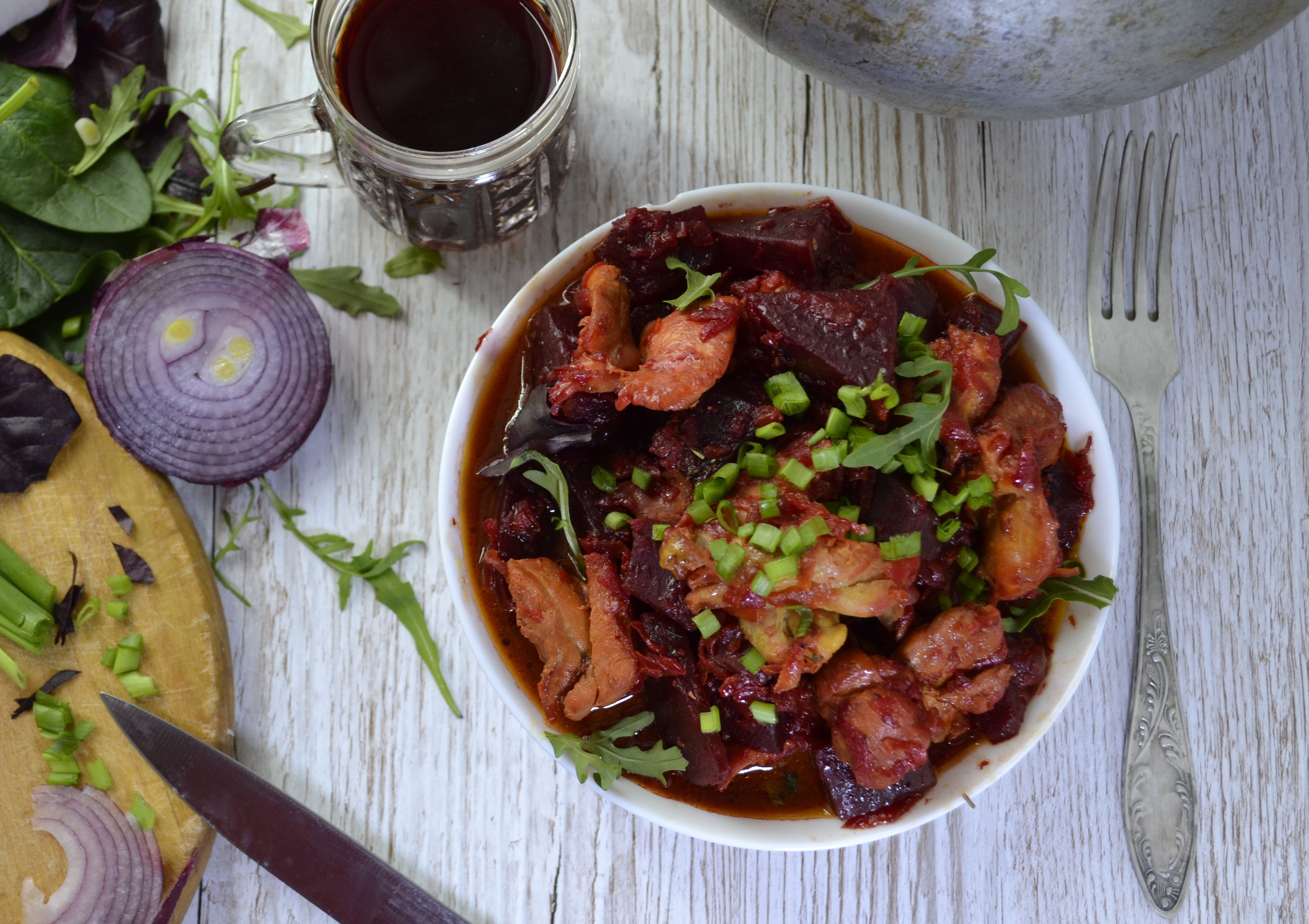